# 原健太郎
原 健太郎（はら けんたろう、1955年6月15日 - ）は、大衆演劇研究家、編集者。浅草芸能大賞専門審査委員。喜劇映画研究会の前身「喜劇研究会」の会員で、東京コメディ倶楽部代表、東京喜劇研究会幹部。

## 経歴
東京都世田谷区に生まれる。明治大学文学部(演劇学専攻)卒業（菅井幸雄に師事）。在学中の1976年、映画･演劇サークル｢騒動舎｣を創設し、ドタバタ喜劇の製作に乗り出す。のちの劇作家ケラリーノ・サンドロヴィッチも、当時高校生の身ながらこの一党に参加。｢騒動舎｣での後輩に｢ジョビジョバ｣などがいる。
卒業後、出版社くもん出版に編集者として勤務するかたわら、劇団｢笑ボート｣を旗揚げ。のち、改組して劇団｢ズーズーＣ｣となる。
また喜劇研究活動も継続し、1987年から“もっと笑いたい人のための日本一やすっぽい月刊雑誌"をキャッチフレーズに喜劇研究誌『笑息筋』を編集･発行（東京コメディ倶楽部名義）したが、2008年ごろ終刊。

## 著書

### 単著
- 『東京喜劇 アチャラカの歴史』(NTT出版、1994年)

### 共著
- 『日本喜劇映画史』(長瀧孝仁と共著、NTT出版、1995年)
- 『エノケンと“東京喜劇”の黄金時代』（東京喜劇研究会編、論創社、2003年）